# Pink Cupcakes
"Pink Cupcakes" es el quinto episodio de la cuarta temporada de la serie de televisión antológica American Horror Story, se estrenó el 5 de noviembre de 2014 por el canal estadounidense de cable FX. Fue escrito por Jessica Sharzer, y dirigido por Michael Uppendahl.
En este episodio, Stanley (Denis O'Hare) y Elsa (Jessica Lange) tienen sus propias ideas sobre cómo deshacerse de Bette y Dot (Sarah Paulson) mientras Dandy (Finn Wittrock) encuentra a su primera víctima.

## Trama
Stanley (Denis O'Hare) fantasea con una gala imaginaria en el Museo Americano de Lo Mórbido en honor a su contribución. Él y Maggie (Emma Roberts) discuten su plan para obtener un espécimen freak del "Gabinete de Curiosidades" de Elsa.
En la Mansión Mott, Gloria (Frances Conroy) descubre el cadáver de Dora (Patti LaBelle) y enojada llama a Dandy (Finn Wittrock), a quien golpea, diciendo que Dora es madre. Dandy se ofrece a esconder el cuerpo, pero Gloria se lamenta de que debe limpiar después de él y le dice que se quede en su habitación todo el día.
Stanley se presenta a Elsa (Jessica Lange) como agente de televisión de WBN (Cadena de Transmisión Televisiva Mundial), ofreciéndose a darle un programa propio en vivo. Elsa rechaza su oferta cuando descubre que se trata de la televisión. Maggie intenta advertir a Jimmy (Evan Peters) sobre Stanley con el pretexto de una lectura de la palma de la mano, le dice que debería irse a Nueva York mientras todavía pueda, pero él no le presta atención y solo la mira. Él intenta besarla, pero ella retrocede, y él se va decepcionado.
Ethel (Kathy Bates) se pregunta dónde está Dell (Michael Chiklis) ya que está por empezar el espectáculo y envía a Jimmy a su remolque a buscarlo pero en su lugar él encuentra a Desiree (Angela Bassett), quien le dice que Dell se ha escapado y que ella no está de humor para actuar. Le dice a Jimmy que está equivocado con respecto a Dell y que pasaron buenos momentos juntos cuando él no se pone violento. Él se sienta a su lado y le dice que Meep era valiente y que murió a causa de su cobardía. Él llora y ella lo consuela, y poco a poco terminan teniendo relaciones sexuales. Jimmy comienza a penetrarla, pero ella comienza a sangrar y es llevada al Dr. Bonham (Jerry Leggio) con la ayuda de Ethel. Jimmy asume los deberes de presentador del espectáculo, y presenta a Elsa, quien repite su acto de cantar la canción "¿Vida en Marte?", pero la audiencia la odia y comienzan a arrojarle comida, luego de esto Elsa decide aceptar la propuesta de Stanley acerca del programa de televisión.
En el consultorio del doctor, Desiree revela que nació en Filadelfia como Derek Dupree, habiendo sido confundida con un niño hasta que tenía doce años, cuando pasó por la pubertad y le crecieron tres senos. Se revela que Desiree es 100% mujer, y su pene es realmente un clítoris agrandado. Él doctor se ofrece a remover su tercer seno y reducir el tamaño de su clítoris para que se vea normal, y menciona que todavía puede tener hijos.
Gloria exige a los jardineros que caven un hoyo de 3 metros de profundidad, a pesar de que su nuevo jardín solo requiere 0,5 metros. Dandy se disculpa por la muerte de Dora, y Gloria revela que su familia, incluido el padre de Dandy, era propensa a la locura debido a la endogamia en su familia de clase alta para mantener el patrimonio familiar. Ella tiene la intención de encontrar una manera segura de que él pueda satisfacer sus impulsos violentos.
Elsa se viste para posar en una sesión de fotos publicitarias para el programa de televisión. Ella se sorprende cuando Stanley se va con las gemelas Bette y Dot (Sarah Paulson) en su auto. Stanley tiene una mejor idea: Matar a las gemelas con cupcakes rosados envenenados y venderlas al museo. Pero, desgraciadamente para él, Dot rechaza los cupcakes afirmando que ambas necesitan mantener su figura si van a salir en televisión.
Dandy trabaja todo el día en la sala de juegos haciendo ejercicio mientras se vuelve poético sobre su sueño frustrado de ser actor, pero afirma que ahora es consciente de su potencial como asesino. Él busca una víctima en un bar gay, y se da cuenta de que está en el lugar correcto al ver en el bar un cartel en el que se busca al cómplice de Twisty.
En ese mismo bar se encuentra Dell (se revela que Dell es un gay reprimido) tomando una copa con un prostituto gigoló y estafador llamado Andy (Matt Bomer). Dell presiona a Andy para que se quede con él, pero Andy insiste en que Dell aún está casado. Dell se quiebra, y Andy le recuerda que está en su lugar de trabajo. Dell se va y Dandy se acerca a Andy. 
Elsa discute con Dot y Bette los planes de Stanley y las promesas que ha hecho para cada una. Elsa les dice que será su nueva mentora, y que ha organizado una prueba con una costurera para que les prepare algo al día siguiente para que puedan lucir lo mejor posible.
Un borracho Dell vuelve a casa a su remolque. Desiree le cuenta sobre su visita al médico y que quiere intentar tener un bebé, pero no con él. Ella revela que Ethel le dijo que el padre de Dell era un hombre langosta y que Jimmy es su hijo. Ella lo llama  fenómeno y toma sus pertenencias, trasladándose a la caravana de Ethel. 
Dandy lleva a Andy al autobús pagándole U$S 100, pero insiste en que no es gay. Dandy ofrece que se desnuden uno frente al otro. Cuando Andy se da la vuelta, Dandy lo apuñala primero en el pecho y en el abdomen y luego en la espalda y comienza a desmembrarlo, deshaciéndose de sus extremidades en una tina de ácido. Dandy se enoja porque, aunque agonizando, Andy aún está vivo.
Regina Ross (Gabourey Sidibe), la hija de Dora, llama desde el Barbizon después de que su madre se perdiera su llamada telefónica semanal. Gloria inicialmente la desanima, diciendo que Dora está demasiado ocupada para llamar. Cuando están a punto de colgar, Gloria recuerda que Regina solía vivir con ellos y jugaba con Dandy, y le pregunta qué pensaba de Gloria como madre. Regina recuerda que Gloria nunca estuvo realmente allí como madre, y Gloria se defiende a sí misma, diciendo que crio a Dandy en la forma en que creció. Ella recuerda un momento en la infancia de Dandy cuando él estaba enfermo y la llamó a su habitación, y Gloria no supo qué hacer y no quiso infectarse y envió a su institutriz; Después de ese incidente, Dandy nunca volvió a llamarla. Regina cuelga incómodamente. Dandy aparece, desnuda y cubierta de sangre, para horror de Gloria.
Regina Ross (Gabourey Sidibe), la hija de Dora, llama a la mansión de los Mott desde la Escuela Secretarial Barbizon de Nueva York después de que su madre no hiciera su llamada telefónica semanal. Gloria inicialmente trata de terminar la llamada, diciendo que Dora está demasiado ocupada para llamar. Cuando están a punto de colgar, Gloria recuerda que Regina solía vivir con ellos y jugaba con Dandy, y le pregunta qué pensaba de ella como madre. Regina recuerda que Gloria nunca estuvo realmente allí como madre, y Gloria se defiende a sí misma, diciendo que crio a Dandy en la forma en que criaron a ella. Ella recuerda un momento en la infancia de Dandy cuando él estaba enfermo y la llamó desde su habitación, y Gloria no supo qué hacer por lo que envió a su institutriz; Después de ese incidente, Dandy nunca la volvió a llamar. Sintiéndose incómoda Regina cuelga. Dandy aparece, vestido sólo con su ropa interior y cubierto en sangre, para horror de Gloria.
Elsa se aleja de Júpiter en su auto con las gemelas con el pretexto de llevarlas a conseguir nuevos atuendos.
Dell visita al Dr. Bonham y le fractura las dedos de las manos, exigiéndole que no haga la cirugía, amenazando con dañar a su familia si interfiere con Desiree nuevamente.
Elsa lleva a las gemelas a la Mansión Mott. Ella se las ofrece a Gloria, quien previamente ofreció comprarlas por U$S 15.000 para complacer a Dandy.

## Recepción y Ratings

### Recepción
El episodio recibió críticas positivas de la crítica. Matt Fowler, de IGN, escribió: "(El episodio) jugó rápido y suelto con realidad de show esta semana al darnos una muerte horrible que se recordó de inmediato. Una especie de fake vacío, en realidad. Pero eso no detuvo al resto del episodio en aumentar la importancia de la serie: desde la nueva forma maliciosa de Elsa como "mentora" de Bette y Dot, pasando por la vida secreta homosexual de Dell, hasta la nueva determinación de Dandy de ser una máquina de matar pristina". Emily L. Stephens de The A.V. Club le dio a "Pink Cupcakes" una calificación B, escribiendo: "Todos en la órbita del Gabinete de Curiosidades de Fräulein Elsa se sustentan en una fantasía, y en el episodio de esta noche, todos se conforman con menos de lo que quieren y, a veces, con menos de lo que necesitan".

### Índices de audiencia
"Pink Cupcakes" fue visto por 4,22 millones de espectadores y fue la transmisión por cable mejor calificada de la noche. El episodio recibió una calificación de 2.1 entre los adultos de 18 a 49 años, una reducción de apenas 0.1 en comparación con el episodio de la semana anterior.